# Tre Remmare, Vasagatan
Tre Remmare var en restaurang vid Vasagatan 7 på Norrmalm i Stockholm.
Tre Remmare var kombinerad krog, casino och nattklubb (Club Moatjé) som öppnade i bottenvåningen av kontorshuset Pennfäktaren 11, Vasagatan 7. Krogen blev tidigt ökänd för att vara en problemlokal med mycket fylla och drogmissbruk. Den var en av få i Stockholm med tillstånd att ha öppet till klockan fem på morgonen. Det gjorde att många redan kraftigt berusade personer samlades där när andra krogar stängde. 2006 delades lokalen och en del övertogs av hamburgerkedjan Max. I januari 2007 tilldelades Tre Remmare en varning enligt alkohollagen. Tre Remmare förlorade slutligen sitt utskänkningstillstånd 2007 och lade då ner verksamheten. Lokalen hyser numera puben Bishops Arms.